# Little Caesar and the Consuls
Little Caesar and the Consuls est un groupe de musique rock canadien. Il a été fondé à Toronto en 1956 sous le nom de The Consuls seulement, mais le groupe a ajouté Little Cesar après quelques concerts car plusieurs spectateurs suggéraient que le chanteur Bruce Morshead ressemblait à l'acteur Edward G. Robinson dans le film Le Petit César de 1931. Le groupe avait vécu un très grand roulement au niveau du personnel et à part des membres importants du groupe, il est presque impossible de dire qui était quand dans le groupe et jouait quel instrument précisément. 
Le groupe avait quelques succès au courant des années 1960 avec des pièces telles que If I Found A New Girl ou les reprises de Hang On Sloopy de The McCoys (l'original étant appelé My Girl Sloopy) ainsi que de You Really Got A Hold On Me de The Miracles. Les deux dernières chansons ont été à la tête du palmarès du magazine RPM qui créait à l'époque les palmarès de la musique canadienne. Le groupe était alors seulement le deuxième groupe de l'histoire canadienne à figurer à la tête du palmarès de son pays après un succès de Chad Allan And The Expressions en 1965 qui allait plus tard devenir le groupe The Guess Who. Le groupe sortait son seul album éponyme en 1965. 
En 1966, le chanteur charismatique Bruce Morshead quitta l'ensemble et fut remplacé par Steve Macko, mais malgré l'enregistrement de plusieurs singles, le groupe n'a plus jamais pu répéter les succès avec son premier chanteur. Il s'est alors dissous à Toronto en 1971. Plus tard, plusieurs courtes réunions ont eu lieu en 1973, 1976 et 1986, mais souvent juste pour un ou plusieurs concerts. En 1993, plusieurs anciens membres du groupe publiaient l'album Since 1956. Jusqu'aujourd'hui, de différentes formations de l'ancien groupes continuent à donner des concerts régionaux en Ontario de temps en temps.

## Membres importants du groupe
- Bruce Morshead (chants, 1956 à 1966)
- Steve Macko (chants, 1966 à 1971 et 1993)
- Ken Pernokis (guitare, 1956 à 1971)
- Tom Wilson (guitare basse et contrebasse, 1957 à 1971 et 1993)
- Gary Wright (batteur, 1957 à 1971 et 1993)
- Norm Sherrat (saxophoniste, 1956 à 1971 et 1993)

## Autres membres du groupe
- John Bradley (guitare)
- Wayne Connors (batterie)
- Tony Crivaro (guitare)
- Paul Denyes (clavier)
- Peter Deremiccious (guitare)
- Tommy Graham (guitare)
- Gene MacLellan (chants et guitare)
- Sonny Milne (batterie)
- Bob Oliffe (guitare basse et contrebasse)
- Peter Remigis (batterie)
- Robbie Robertson (guitare)
- Ernest Stubbs (guitare basse et contrebasse)
- Walter Taylor (claver et chants)
- Vic Wilson (guitare)

## Discographie
- Little Cesar And The Consuls (1965)
- Since 1956 (1993, album de réunion partielle du groupe)